# اظهر (فیلم)
اظهر (به هندی: Azhar) فیلمی محصول سال ۲۰۱۶ و به کارگردانی آنتونی دی سوزا است. در این فیلم بازیگرانی همچون عمران هاشمی، نرگس فخری، پراچی دسای، لارا دوتا، کونال روی کاپور، وارون بادولا، کولبوشان کارباندا، جامل خان، شرناز پاتل، راجیت کاپور، ناودیپ ایفای نقش کرده‌اند.